# Tagora asclepiades
Tagora asclepiades är en fjärilsart som beskrevs av Felder. Tagora asclepiades ingår i släktet Tagora och familjen Eupterotidae. Inga underarter finns listade i Catalogue of Life.